# Дукат и прибадаче
Дукат и прибадаче је четврти студијски албум загребачке рок групе Аеродром који је изашао 1984. године. Албум је снимљен као тројка са новим бубњаром Ненадом Смољановићем. Уместо Зорана Краша на клавијатуре је дошао Рајко Дујмић, који је уједно био и продуцент на албуму. Материјал на албуму донео им је неколико хитова, међу којима су Фратело, 24 сата дневно и Дигни ме високо.

## Списак песама
- 7 миља изнад мора
- Дај неку лову
- Пуно ми је требало
- Фратело
- Лаж
- Дигни ме високо
- Дукат и прибадаче
- 24 сата дневно
- Реци ми што чујеш
- Један, два, три
- Новогодишња ноћ[1]

## Извођачи
- Јурица Пађен - електрична гитара, вокал
- Ремо Картагине - бас гитара
- Ненад Смољановић - бубњеви, удараљке

## Продукција
- Вјекослав Ивезић - дизајн
- Рајко Дујмић - продуцент
- Дубравко Мајнарић - извршни продуцент